# سامويل إس هيندس
سامويل إس هيندس (بالإنجليزية: Samuel S. Hinds)‏ مواليد 4 أبريل 1875 في بروكلين، نيويورك، الولايات المتحدة - الوفاة 13 أكتوبر 1948 في باسادينا، الولايات المتحدة، هو ممثل أمريكي بدأ مسيرته الفنية سنة 1926. ظهر في قرابة 200 فيلما.

## الأعمال
- سيدة لمدة يوم
- نساء صغيرات
- باب المسرح
- طيار الاختبار
- لا يمكنك أن تأخذها معك
- زهور وسط الغبار
- راعي التلال
- بيتسبرغ
- إنها حياة رائعة

## روابط خارجية
- سامويل إس هيندس على موقع IMDb (الإنجليزية)
- سامويل إس هيندس على موقع ألو سيني (الفرنسية)
- سامويل إس هيندس على موقع أول موفي (الإنجليزية)
- سامويل إس هيندس على موقع قاعدة بيانات الأفلام السويدية (السويدية)
- سامويل إس هيندس على موقع إن إن دي بي (الإنجليزية)
- سامويل إس هيندس على موقع قاعدة بيانات الفيلم (الإنجليزية)
- سامويل إس هيندس على موقع كينوبويسك (الروسية)